# أندرو إريكسون
أندرو إريكسون (بالإنجليزية: Andrew Erickson)‏ هو متسابق بياثل أمريكي، ولد في 5 مايو 1976 في مينيتونكا في الولايات المتحدة.

## وصلات خارجية
- أندرو إريكسون على موقع IBU (الإنجليزية)
- أندرو إريكسون على موقع أوليمبيديا (الإنجليزية)